# Paderne (Melgaço)
Paderne é uma povoação portuguesa sede da Freguesia de Paderne do Município de Melgaço, freguesia com 13,56 km² de área e 1030 habitantes (censo de 2021), tendo, por isso, uma densidade populacional de 76 hab./km².

## Demografia
A população registada nos censos foi:
| Distribuição da População por Grupos Etários | Distribuição da População por Grupos Etários | Distribuição da População por Grupos Etários | Distribuição da População por Grupos Etários | Distribuição da População por Grupos Etários |
| -------------------------------------------- | -------------------------------------------- | -------------------------------------------- | -------------------------------------------- | -------------------------------------------- |
| Ano                                          | 0-14 Anos                                    | 15-24 Anos                                   | 25-64 Anos                                   | > 65 Anos                                    |
| 2001                                         | 125                                          | 130                                          | 586                                          | 394                                          |
| 2011                                         | 106                                          | 95                                           | 518                                          | 441                                          |
| 2021                                         | 80                                           | 69                                           | 431                                          | 450                                          |

## Geografia
A Freguesia de Paderne é composta por 39 localidades e dista três quilómetros da Vila. Confronta com Remoães, Prado e o rio Minho (fazendo fronteira com Espanha) a norte, São Paio, a nascente, Cousso e Cubalhão, a sul, e Alvaredo e Penso, a poente.

## História
Privilegiado pela sua localização, entre as montanhas e o rio, com ricos terrenos de cultivo, caça e pesca, o território da freguesia de Paderne foi ricamente povoado e utilizado como lugar de passagem em tempos remotos, desde a Pré-História, à Idade do Ferro e Bronze, seguindo-se o Império Romano, as Invasões bárbaras e muçulmanas, e a fundação do Condado Portucalense, existindo na sua região vários monumentos ou ruínas de cada período histórico e civilizações, tais como ruínas megalíticas, castros celtas ou pontes romanas.
Durante a Idade Média, no século XII, a povoação pertencia ao antigo concelho de Valadares. Teria inicialmente o nome de Paterna, por parte do seu território, nomeadamente o lugar de São Salvador de Paderne, pertencer ao antigo convento de invocação do Salvador e de Santa Maria Virgem, sendo a sua fundação atribuída, anos antes, a Dona Paterna, viúva do conde Hermenegildo, senhor de Tui, que nestas terras possuía, entre outras propriedades e aldeias, uma grande quinta.
Em 1141, D. Afonso Henriques concedeu o estatuto de couto a Paderne, atribuindo-o às freiras beneditas do convento de Paderne, também então conhecido por Convento da Paterna, por estas lhe terem prestado auxílio e apoio na tomada do castelo de Castro Laboreiro.
No século XIII, durante o reinado de D. Afonso III, o convento e as suas povoações passaram a estar sob a tutela dos cónegos regrantes de Santo Agostinho, tendo como prior D. João Pires, aliado e protegido do monarca, que ficou encarregue da construção da igreja paroquial, concluída e sagrada em 1264.
Durante o século XVI, o convento tornado mosteiro e o seu couto passaram novamente de mãos para o prior de Santa Cruz de Coimbra, por determinação de D. Sebastião ou, ainda segundo outras versões, de D. Filipe I de Portugal, após a emissão da bula “pro apostolicae servitutis” do Papa Clemente VIII, até 1770, quando a ordem foi extinta pelo Papa Clemente XIV, .
Em 1855, o concelho de Valadares foi extinto e a actual freguesia de Paderne passou a fazer parte do concelho (atual município) de Melgaço.
Durante o século XIX e XX, foram realizadas várias escavações e estudos arqueológicos no concelho de Melgaço. Datado da Idade do Ferro, na povoação de Cividade, pertencente à freguesia, foi encontrado um antigo castro de origem celta, que apesar de pequeno, em comparação com outros encontrados na mesma região peninsular, era dotado de um sistema defensivo com uma única linha de muralha, constituída por blocos graníticos, e um fosso. No mesmo lugar foram também encontrados fragmentos de cerâmica romana, que comprovaram a reutilização destes povoados durante a ocupação romana. Curiosamente, ao mesmo lugar era também atribuído o nome de Cidade dos Mouros, devido passagem destes por aquela terra durante a invasão muçulmana. Hoje em dia, é ainda frequente ouvir falar das lendas de mouras encantadas, perto do regato ou das antigas minas de ouro e prata, apesar de estarem a cair no esquecimento.

## Património
- Igreja de Paderne
- Castro de Melgaço ou Castro da Cividade de Paderne
- Convento de Paderne
- Parque Termal do Peso
- Ponte de Lages
- Capela de São Tiago
- Capela da Senhora dos Remédios
- Alto da Tenreira
- Capela da Longarinha

## Galeria

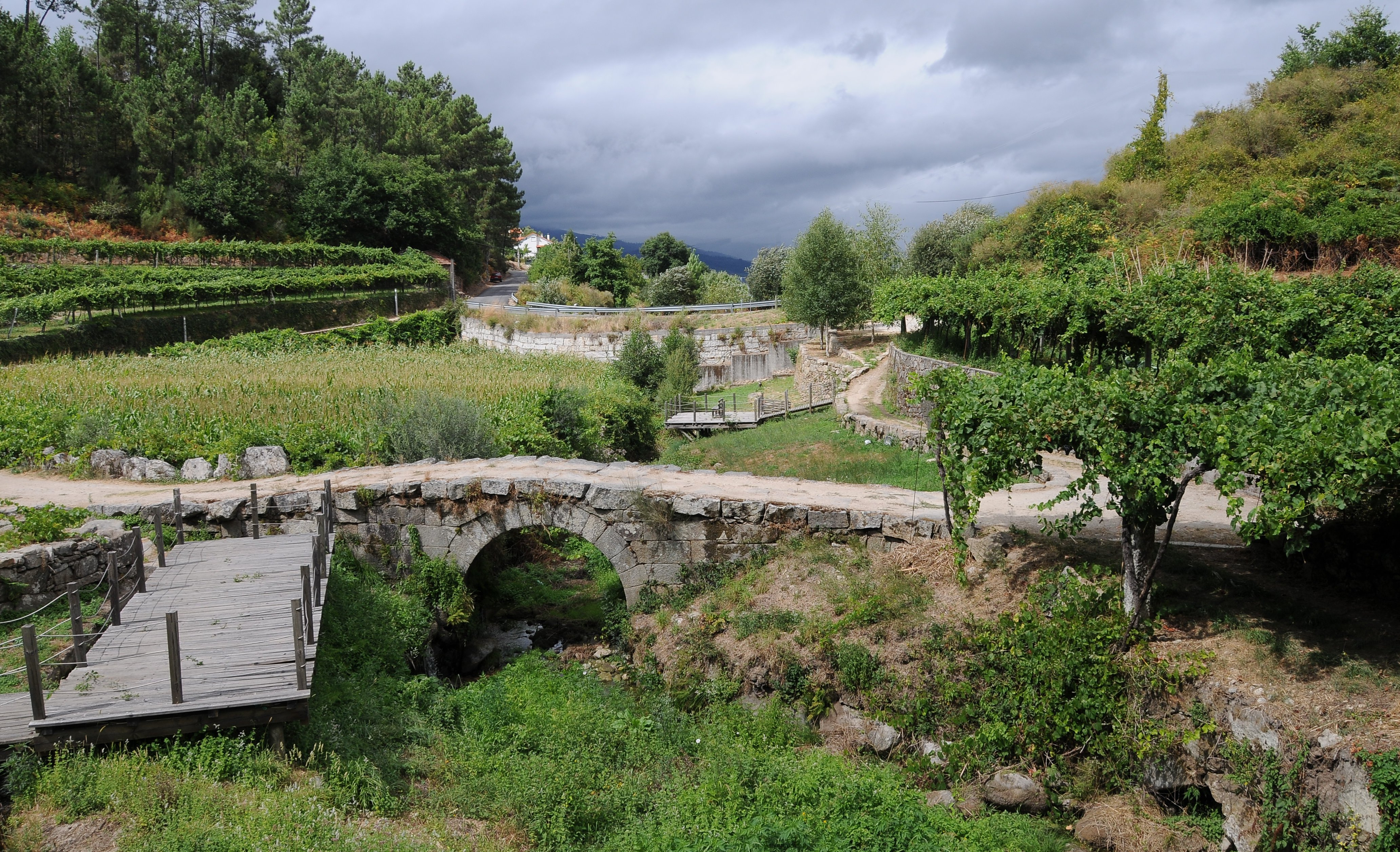
Ponte Romana
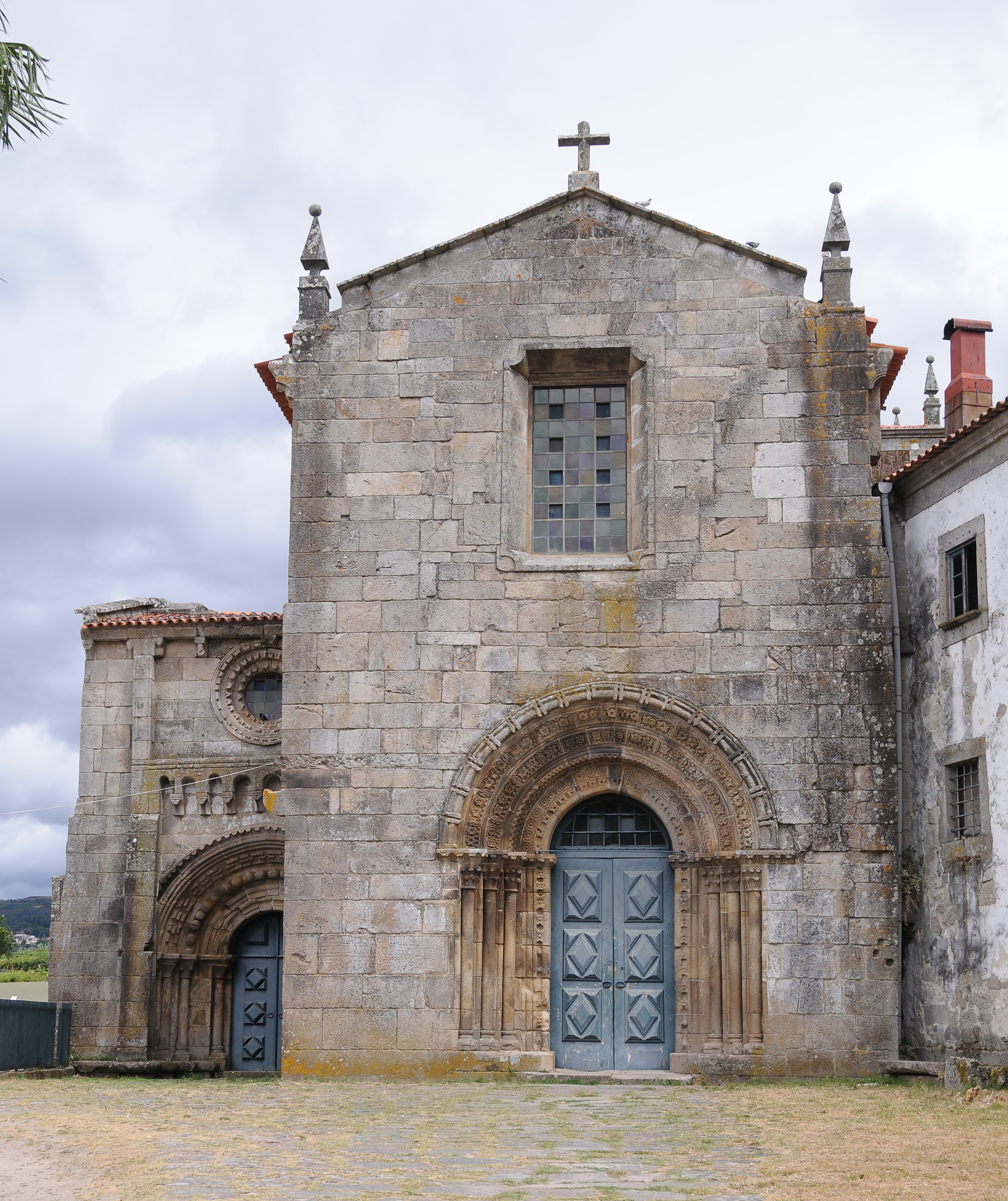
Igreja de Paderne
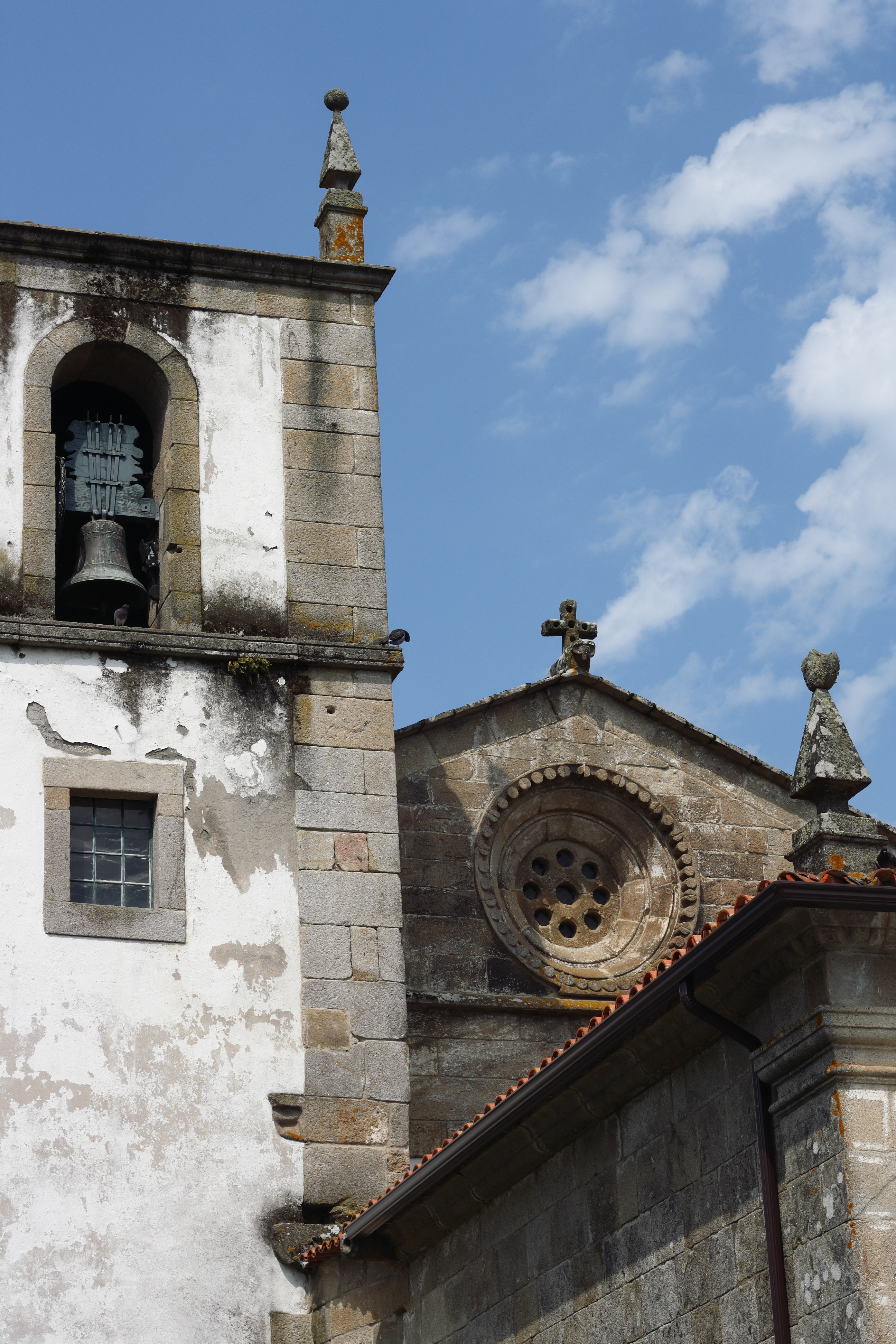
Igreja e Mosteiro de Paderne